# باشگاه فوتبال الجبلین عربستان سعودی
باشگاه فوتبال الجبلین (عربی: نادی الجبلین) یک باشگاه فوتبال واقع در شهر حائل در عربستان سعودی است و اکنون در لیگ دسته اول فوتبال عربستان سعودی حضور دارد.
این باشگاه فوتبال در سال ۱۹۵۹ تأسیس شد.